# Ulica Łukowska w Warszawie
Ulica Łukowska – ulica w warszawskiej dzielnicy Pradze-Południe. Biegnie od ulicy Marii Rodziewiczówny do skrzyżówania z ulicami Zagójską, Białowieską i Karczewską.

## Historia
Ulica Łukowska została wytyczona na początku lat 20. XX wieku, w czasie dynamicznego rozwoju przemysłowej części Grochowa. Łączyła wtedy dwie ulice: Karczewską z Komorską, układ ulic w tym rejonie miasta miał kształt regularnej siatki. Mapa Wielkiej Warszawy z 1932 r. pokazuje ulicę Łukowską przecinającą Komorską i dochodzącą do Kawczej.
Krótko przed II wojną światową Łukowska została wydłużona w kierunku wschodnim do Witolińskiej. Mapa stolicy z 1958 r. wskazuje, że Łukowska rozciąga się już tylko pomiędzy Komorską a Karczewską. Na przełomie lat 70. i 80. XX wieku nastąpiła przebudowa ulicy związana z budową Osiedla Ostrobramska. Poszerzono i zbudowano jednak tylko odcinek między Zamieniecką a Jubilerską – odcinek za skrzyżowaniem z Zamieniecką zachował swój lokalny charakter, a w związku ze zwiększającym się natężeniem ruchu wprowadzono w jego części ruch jednokierunkowy. W 2006 roku uruchomiono w środkowej części ulicy sygnalizację świetlną.